# Eriogonum salicornioides
Eriogonum salicornioides är en slideväxtart som beskrevs av Michel Gandoger. Eriogonum salicornioides ingår i släktet Eriogonum och familjen slideväxter. Inga underarter finns listade i Catalogue of Life.